# 행정초등학교 (충북)
행정초등학교는 대한민국 충청북도 청주시 상당구에 있는 초등학교다.

## 학교 연혁
- 1939.05.01 행정간이학교 개교
- 1944.03.09 행정국민학교 인가
- 1984.03.12 병설유치원 개원
- 1986.11.15 본관교사 신축
- 1995.01.01 농어촌 교육 진흥지역학교 지정
- 1996.03.01 행정초등학교로 학교 명칭 개칭
- 2004.07.23 다목적교실(168.1m2) 및 2층 화장실 준공
- 2010.10.12 교실수업개선 시범학교 운영 보고(도)
- 2021.01.15 제72회 졸업(졸업생 1명 / 누계 4,366명)